# Лощина (п'єса)
«Лощина» (англ. The Hollow) — детективна п'єса англійської письменниці Агати Крісті, вперше була зіграна 1951 року. Складається із трьох дій. П'єса створена на основі роману «Лощина», який Агата Крісті написала 1946 року.

## Сюжет
Ексцентрична Леді Люсі Енккейтл, власниця маєтку «Лощина», запрошує до себе Доктора Кристов і його дружину Герду. У Джона Кристов роман зі скульпторкою Генрієттою Савернейк, що до того ж виявляється відмінною імпровізаторкою. Джон з ностальгією згадує свою першу любов, Вероніку Крей. Зненацька вона з'являється в будинку Енккейтлов у суботу з незначного приводу. Вероніка живе в одному з сусідніх котеджів. Інший такий котедж займає Еркюль Пуаро, запрошений у маєток Енккейтлів на ланч у неділю. Джон і Вероніка йдуть разом, і він вертається лише над ранок. Пуаро прибуває в маєток наступного дня й застає дивну сцену. Герда стоїть з револьвером у руці над закривавленим тілом Джона, а Люсі, Генрієтта й Едвард стоять віддалік у застиглій позі. Останніми словами, точніше, закликом, Джона було: «Генрієтта».
Здавалося б, мабуть, що Герда вбивця, але Генрієтта вихоплює в неї револьвер і «випадково» впускає його в басейн. Прямі докази зникають. Пізніше встановлено, що той пістолет, що тримала Герда, не той, з якого вбитий Джон.
Пуаро починає розслідування.